# Хенераль Диас (футбольный клуб)
«Хенера́ль Диас» (исп. Club General Díaz) — парагвайский футбольный клуб из города Луке.

## История
Клуб был основан 22 сентября 1917 года. Футбольная команда названа в честь парагвайского генерала Хосе Эдувихиса Диаса. В прежние времена клуб был связан с военной авиацией.
В 2004 году команда заняла второе место в третьем дивизионе, но в том году не получила право на повышение. Спустя два года «Хенераль Диас» вновь стал вице-чемпионом и получил путёвку во Второй дивизион.
В 2012 году клуб провел хороший сезон во Втором дивизионе, в котором весь турнир продержался на первой строчке.
В 2013 году «Хенераль Диас» дебютировал в Примере. В том же году 2 декабря, заняв пятую позицию в турнире, команда получила право выступить в Южноамериканском кубке — втором по значимости клубном турнире Южной Америки после Кубка Либертадорес. В 2018 году команда во второй раз в своей истории участвовала в Южноамериканском кубке.
По итогам 2020 года «Хенераль Диас» занял последнее место в Примере и вылетел обратно во Второй дивизион.

## Достижения
- Победитель Второго дивизиона Парагвая (1): 2012